# Laura Rogora
 (octobre 2021).
Si vous disposez d'ouvrages ou d'articles de référence ou si vous connaissez des sites web de qualité traitant du thème abordé ici, merci de compléter l'article en donnant les références utiles à sa vérifiabilité et en les liant à la section « Notes et références ».
Laura Rogora, née le 28 avril 2001 à Rome, est une grimpeuse italienne, spécialiste d'escalade sportive et de bloc. Compétitrice, elle participe aux championnats du monde d'escalade depuis 2017 et elle a remporté plusieurs épreuves internationales en difficulté et bloc. En extérieur, elle a réalisé de nombreuses voies entre 8c et 9b/+.

## Ascensions remarquables

### En falaise

#### Ascensions après travail
| Nom    | Site   | Date         | Commentaires          |
| ------ | ------ | ------------ | --------------------- |
| Erebor | Italie | octobre 2021 | Premier 9b/+ féminin. |

| Nom                          | Site              | Date         | Commentaires         |
| ---------------------------- | ----------------- | ------------ | -------------------- |
| Ali Hulk Sit Extension Total | Rodellar, Espagne | juillet 2020 | Deuxième 9b féminin. |

| Nom                | Site         | Date        | Commentaires                                           |
| ------------------ | ------------ | ----------- | ------------------------------------------------------ |
| Pure Dreaming Plus | Arco, Italie | 30 mai 2020 | Première répétition de la voie équipée par Adam Ondra. |

| Nom            | Site              | Date         | Commentaires |
| -------------- | ----------------- | ------------ | ------------ |
| Grandi Gesti   | Sperlonga, Italie | mars 2016    |              |
| Joe-cita       | Oliana, Espagne   | février 2017 |              |
| Esclatamasters | Perles, Espagne   | janvier 2019 |              |
| La Bongada     | Margalef, Espagne | janvier 2020 |              |
| The Bomb       | Rodellar, Espagne | juillet 2020 |              |

| Nom                  | Site              | Date         | Commentaires |
| -------------------- | ----------------- | ------------ | ------------ |
| Joe Blau             | Oliana, Espagne   | janvier 2017 |              |
| Hulk Extension Total | Rodellar, Espagne | juillet 2020 |              |

#### Ascensions à vue
| Nom    | Site              | Date         | Commentaires |
| ------ | ----------------- | ------------ | ------------ |
| Ixeia  | Rodellar, Espagne | juillet 2020 |              |
| L-mens | Montsant, Espagne | janvier 2020 |              |

## Palmarès
| Année | Lieu             | Compétitions                     | Médaille                         |
| 2020  | Briançon, France | Coupe du monde d'escalade        | Médaille d'or en difficulté      |
| 2021  | Moscou, Russie   | Championnats du monde d'escalade | Médaille de bronze en difficulté |
| ----- | ---------------- | -------------------------------- | -------------------------------- |